# Yanchang
Yanchang (chinesisch 延长县, Pinyin Yáncháng Xiàn) ist ein Kreis der bezirksfreien Stadt Yan’an im Norden der chinesischen Provinz Shaanxi. Er verwaltet eine Fläche von 2.361,6 Quadratkilometern.

## Geographie
Yanchang liegt auf dem Löss-Plateau am Rande der Ordos-Hochebene, 47 Kilometer östlich von Yan’an oder 280 Kilometer nördlich der Provinzhauptstadt Xi’an. Sein Relief fällt von Nordwesten in Richtung Südosten ab, das von Yanchang verwaltete Gebiet liegt auf Höhen zwischen 488 Metern und 1393 Metern über Normalnull. Das Kreisgebiet gehört zum Einzugsgebiet des Yan He, einem Nebenfluss des Gelben Flusses. Das Klima ist kontinental und trocken mit großen Temperaturunterschieden zwischen Winter und Sommer sowie Tag und Nacht. Die Jahresdurchschnittstemperatur liegt bei etwa 10 °C, Yanchang erhält im langjährigen Mittel 596 Millimeter Niederschlag pro Jahr.

## Bevölkerung
Yanchang hat 117.965 Einwohner (Stand: Zensus 2020). Am Ende des Jahres 2012 zählte der Kreis eine registrierte Bevölkerung von 158.000 und eine ansässige Bevölkerung von 126.000 Menschen. Die Bevölkerungszählung des Jahres 2000 hatte für den damaligen Kreis Yanchang eine Gesamtbevölkerung von 160.771 Personen in 40.680 Haushalten ergeben, davon 85.159 Männer und 75.612 Frauen.

## Administrative Gliederung
Auf Gemeindeebene setzt sich Yanchang aus einem Straßenviertel und sieben Großgemeinden zusammen. Diese sind:
- Straßenviertel Qilicun (七里村街道办事处)
- Großgemeinden Heijiabao (黑家堡镇), Zhengzhuang (郑庄镇), Zhangjiatan (张家滩镇), Jiaokou (交口镇), Leichi (雷赤镇), Luozishan (罗子山镇), Angou (安沟镇)[4]

Der Regierungssitz von Yanchang befindet sich im Straßenviertel Qilicun.

## Wirtschaft und Verkehr
In Yanchang gibt es Vorkommen an Erdöl und Kohle.
Die Fernstraßen Yan’an-Yanchang, Yan’an-Luozishan und Weinan-Qingjian führen über das Gebiet von Yanchang.

## Kultur
Die ehemalige Yanyijing-Stätte (Yanyijing jiuzhi 延一井旧址) – der erste Erdölbrunnen Festlandchinas aus der Zeit der Qing-Dynastie – steht seit 1996 auf der Liste der Denkmäler der Volksrepublik China (4-250). Darüber hinaus befinden sich der Wohnsitz von Mao Zedong während des Dongzheng-Feldzuges, die Hujiawan-Höhle und der Lijiawan-Brennofen auf dem Gebiet des Kreises Yanchang.